# Sigmasoma borneense
Sigmasoma borneense är en insektsart som först beskrevs av Baker 1919.  Sigmasoma borneense ingår i släktet Sigmasoma och familjen Machaerotidae. Inga underarter finns listade i Catalogue of Life.